# Arroyomolinos de León
Arroyomolinos de León là một thị trấn và đô thị ở tỉnh Huelva, Tây Ban Nha. Theo điều tra dân số năm 2005, đô thị này có dân số 1.078 người. Diện tích của đô thị này là 87 ki-lô-mét vuông.

## Dân số
| 1999  | 2000  | 2001  | 2002  | 2003  | 2004  | 2005  |
| ----- | ----- | ----- | ----- | ----- | ----- | ----- |
| 1,174 | 1,157 | 1,135 | 1,127 | 1,117 | 1,105 | 1,078 |

Nguồn: INE (Tây Ban Nha)